# Colpo di Stato in Brasile del 1955
Il colpo di Stato in Brasile del 1955, noto anche come Movimento dell'11 novembre e Colpo di Stato preventivo o "anti-colpo di Stato" o "contro-colpo di stato", fu una serie di eventi militari e politici guidati da Henrique Teixeira Lott che portò Nereu Ramos ad assumere la presidenza del Brasile fino a quando gli successe pacificamente Juscelino Kubitschek l'anno successivo. Il colpo di Stato non cruento spodestò Carlos Luz dalla presidenza perché sospettato di complottare per impedire a Kubitschek di entrare in carica. A causa delle tensioni, il Brasile ha avuto tre presidenti nell’arco di una sola settimana.

## Antefatti

Henrique Teixeira Lott nel 1955

I primi sentori di un colpo di Stato si ebbero nell'agosto del 1954 quando i sodali dell'allora presidente Getúlio Vargas tentarono di assassinare il giornalista dell'opposizione Carlos Lacerda. L'esercito brasiliano fece pressioni sul presidente affinché lasciasse l'incarico; in risposta, il 24 agosto 1954, Vargas si uccise. Scoppiarono disordini a sostegno del presidente ormai defunto e il vicepresidente Café Filho assunse la presidenza. Il ministro della Guerra Euclides Zenóbio da Costa, che aveva preso parte al tentativo di rimuovere Vargas, si dimise e per sostituirlo Café Filho nominò il relativamente sconosciuto e apolitico Henrique Teixeira Lott.
Le successive elezioni presidenziali furono fissate per il 3 ottobre 1955 e Juscelino Kubitschek, governatore del Minas Gerais, annunciò la sua intenzione di candidarsi. I leader militari, compreso Lott, speravano nella candidatura di un unico candidato di unità nazionale e scrissero un memorandum segreto a Café Filho, incoraggiandolo a trovare un candidato presidenziale unificante. Il memorandum cominciò a trapelare al pubblico e Kubitschek lo prese come segno di opposizione dei militari alla sua candidatura. Non riuscendo a trovare un candidato adatto, il generale Juarez Távora, principale autore del memorandum, decise di candidarsi contro Kubitschek, mentre Café Filho promise di rimanere neutrale.
Durante la campagna si sparse la voce che Kubitschek fosse sostenuto dai comunisti, visto che Luís Carlos Prestes, capo ricercato del vietato Partito Comunista Brasiliano, aveva incoraggiato i suoi membri a votare per Kubitschek, nella speranza che legalizzasse il loro partito. Kubitschek, tuttavia, disse di non avere alcuna intenzione di legalizzare il partito comunista.
Al termine dello spoglio delle elezioni nessun candidato ottenne la maggioranza dei voti. Nonostante ciò, Kubitschek fu dichiarato vincitore, ma i suoi avversari misero in discussione i risultati, sostenendo che un candidato dovesse ottenere la maggioranza dei voti per vincere e che i voti dei comunisti per Kubitschek dovessero essere annullati. Però il Tribunale Elettorale Superiore aveva in precedenza stabilito che non era necessario che un candidato dovesse ottenere la maggioranza dei voti per vincere le elezioni. Anche Café Filho dichiarò che avrebbe ignorato le richieste di annullare i risultati delle elezioni.
Il 1º novembre il colonnello Jurandir Mamede tenne un discorso pubblico, chiedendo la revoca dei risultati elettorali. Ciò indignò Lott, che però, nonostante la sua posizione, non aveva l'autorità diretta per punire il colonnello. Il 2 novembre Café Filho, che anni prima aveva avuto un infarto, ebbe seri problemi cardiovascolari e l'8 novembre, ancora malato, trasferì il potere al presidente della Camera dei Deputati, Carlos Luz, che era stato molto critico nei confronti dell'elezione di Kubitschek e si credeva che avrebbe potuto impedirgli di entrare in carica. Lott chiese prima a Café Filho e, più tardi, a Luz di punire il colonnello Mamede, minacciando di dimettersi. I media amplificaropno il conflitto tra Luz e Lott e resero difficile il raggiungimento di un compromesso sulla questione per entrambe le parti. Il 10 novembre Luz concluse che non avrebbe punito Mamede e Lott si dimise per protesta, con effetto dal giorno successivo.

## Il "contro-colpo di Stato"

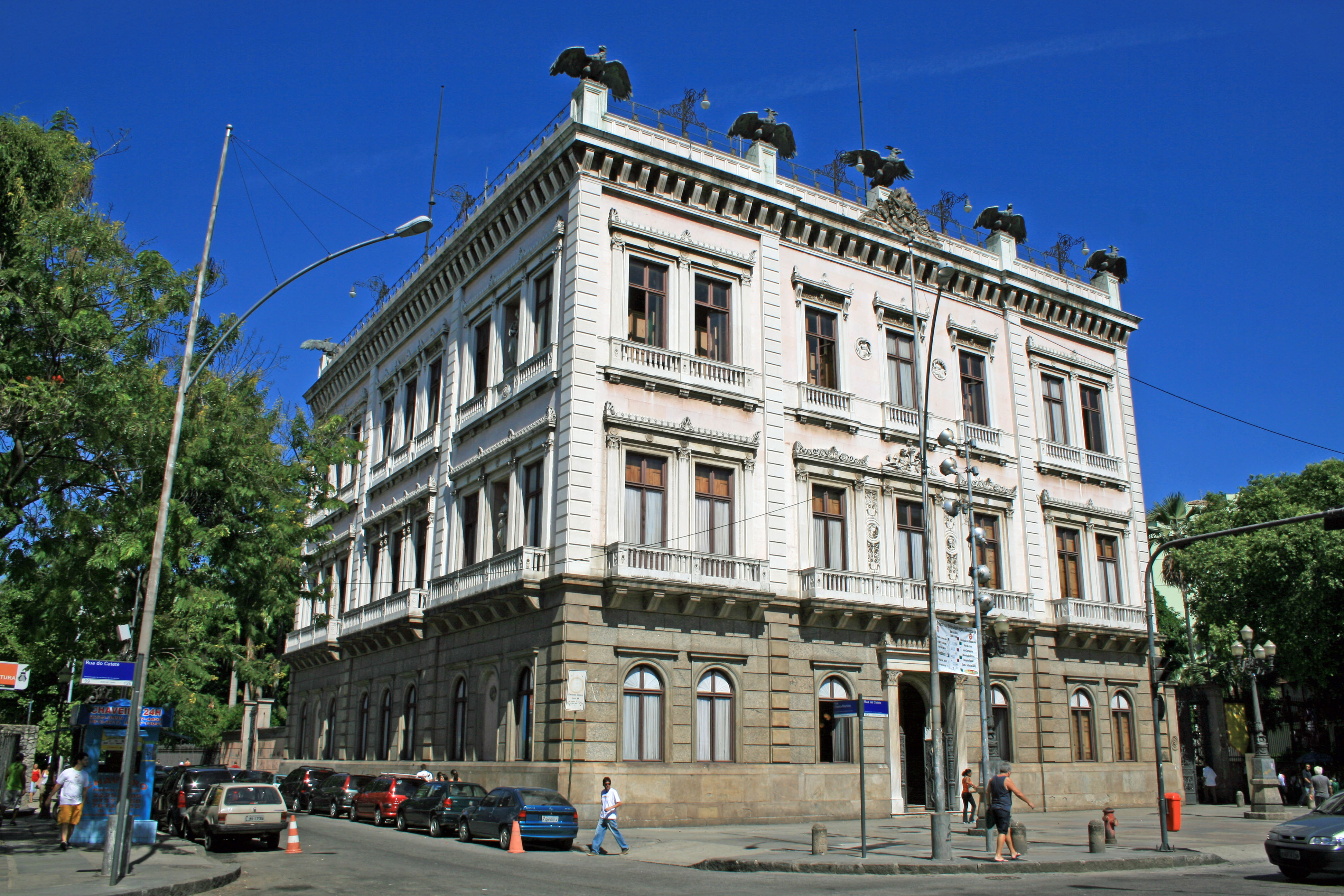
Palazo Catete, sede del Governo Federale al tempo del colpo di Stato del 1955

Nelle ultime ore del 10 novembre Lott incontrò altri alti ufficiali dell'esercito, tra cui il generale Odylio Denys. Discussero su come ovviare alla sua destituzione e decisero che lo stesso Denys avrebbe guidato l'esercito per conquistare i punti chiave del paese. Poche ore dopo, già l’11 novembre, Lott cambiò idea e decise che sarebbe stato lui a guidare il movimento. Ordinò alle truppe di prendere il controllo degli edifici della polizia, delle postazioni telegrafiche e del Palazzo Catete, sede del potere esecutivo.
Vedendo i segni di un imminente colpo di Stato, Luz partì per il Ministero della Marina, dove l'Aeronautica militare e la Marina gli confermarono la loro lealtà. Luz fuggì quindi sull'incrociatore Almirante Tamandaré, che salpò per la città portuale dell'isola di Santos, San Paolo, dove Luz sperava di organizzare la resistenza. Mentre l'Almirante Tamandaré si muoveva per uscire dalla baia di Guanabara, da un forte lì vicino fu comunicato all'incrociatore che non gli sarebbe stato permesso di procedere. L'incrociatore ignorò l'avvertimento e i forti aprirono il fuoco, ma nessuno dei colpi andò a segno. Carlos Luz ordinò all'Almirante Tamandaré di non rispondere al fuoco per il rischio di avere delle vittime tra i civili.
Nel pomeriggio dell'11 novembre, la Camera dei deputati e il Senato si riunirono e votarono per insediare il presidente del Senato Nereu Ramos come nuovo presidente del Brasile.
La mattina del 12 novembre divenne chiaro che le forze comandate da Lott controllavano la città di Santos e che non avrebbero permesso lo sbarco delle persone a bordo dell'Almirante Tamandaré. Sconfitto, Luz ordinò alla nave di tornare a Rio de Janeiro. Al suo arrivo, Luz incontrò le truppe di Lott e fu costretto a promettere le sue dimissioni dalla presidenza prima di poter sbarcare. Luz era presidente da soli tre giorni. Nel frattempo, Café Filho, ancora in ospedale, seppe del colpo di Stato e pensò di dimettersi, ma, dopo conversazioni controproducenti con Lott, decise di aspettare la valutazione dei medici sullo stato della sua salute. Il 21 novembre i medici lo dichiararono sano e libero di tornare al lavoro e così Café Filho rilasciò un comunicato, proclamandosi nuovamente presidente. Tuttavia, al suo ritorno nella capitale, i militari, nuovamente mobilitati, circondarono l'appartamento di Café Filho e il palazzo presidenziale, mettendolo di fatto agli arresti domiciliari. Subito dopo il Congresso si riunì nuovamente e votò per rimuovere Café Filho dall'incarico.
Dopo il voto, Ramos chiese al Congresso di dichiarare lo "stato d'assedio" a livello nazionale; la richiesta fu approvata e lo stato d'assedio fu successivamente esteso fino a quando Ramos lasciò l'incarico. Le petizioni che chiedevano alla Corte Suprema del Brasile di intervenire vennero respinte, visto che ormai lo stato d'assedio era stato dichiarato.

## Conclusione
Ramos continuò a ricoprire la carica di presidente fino a quando Kubitschek entrò in carica nel gennaio 1956. I sostenitori della breve presidenza di Luz non furono mai puniti seriamente; Mamede fu brevemente arrestato e poi assegnato a un remoto posto di reclutamento dell'esercito. Café Filho sostenne di non aver mai pensato di impedire a Kubitschek di entrare in carica.